# Хардіков Чеслав Олексійович
Чеслав Олексі́йович Хардіков — майор Збройних сил України.

## Життєпис
2008 року лейтенант Хардіков з відзнакою закінчив Львівський інститут сухопутних військ.
Помічник командира аеромобільно-десантного батальйону з протиповітряної оборони 79-ї окремої аеромобільної бригади. 28 жовтня 2014 року при заходженні колони зведеного підрозділу до аеропорту «Донецьк» терористи із засідки відкрили вогонь. Підрозділ зайняв кругову оборону, розпочавши вогонь у відповідь. Під час відбиття атаки капітан Хардіков зазнав поранення.

## Нагороди
- орден Богдана Хмельницького III ступеня (27.11.2014).